# Puerto de Las Pedrizas
El Puerto de las Pedrizas es un puerto de montaña de la Cordillera Penibética, situado en el término municipal de Antequera.
En este puerto de montaña confluyen las autovías A-45 (procedente de Córdoba), el reciente tramo AP-46  y la A-92M (de Granada). Por tanto, presenta un tráfico elevado al ser el principal acceso a Málaga desde el interior.